# Lista de episódios de The Secret Circle
The Secret Circle é uma série de tv de romance jovem adulto de fantasia, inspirada na série de romances escritos por L.J. Smith. A série é produzida por Kevin Williamson e Andrew Miller e sua estreia ocorreu nos Estados Unidos pela CW no dia 15 de setembro de 2011. No Brasil a série estreou em 9 de novembro de 2011 no Warner Channel.

## Resumo
| Temporada | Episódios            | Exibição original  | Exibição original      | DVD                | DVD      | DVD |     |
| Temporada | Estreia de temporada | Final de temporada | Região 1               | Região 2           | Região 4 |     |     |
| --------- | -------------------- | ------------------ | ---------------------- | ------------------ | -------- | --- | --- |
|           | 1                    | 22                 | 15 de setembro de 2011 | 10 de Maio de 2012 | TBA      | TBA | TBA |

## Episódios
| N. | Titulo      | Diretor(es)     | Escritor(es)                     | Exibição Original       | Audiência (em milhões) |
| --- | ----------- | --------------- | -------------------------------- | ----------------------- | ---------------------- |
| 1 | "Pilot"     | Liz Friedlander | Andrew Miller                    | 15 de setembro de 2011  | 3.05                   |
| Depois de uma tragédia familiar, Cassie se muda para casa da avó, onde sua mãe cresceu, num povoado chamado Chance Harbor em Washington. Chegando lá, fica sabendo de alguns segredos e é convidada por amigos a fazer parte de uma nova geração do Círculo Secreto. |             |                 |                                  |                         |                        |
| 2 | "Bound"     | Liz Friedlander | Kevin Williamson & Andrew Miller | 22 de setembro de 2011  | 2.12                   |
| Cassie tenta viver sem bruxaria e estabelecer uma vida normal ao fazer amizade com uma pessoa normal. Enquanto isso, Diana teme que o círculo de poder esteja ficando fora de controle; e Adam luta contra seus sentimentos por Cassie. |             |                 |                                  |                         |                        |
| 3 | "Loner"     | Colin Bucksey   | Richard Hatem                    | 29 de setembro de 2011  | 2.12                   |
| Um galã esportista chamado Luke convida Cassie para o baile, e depois de ver Adam passando um tempo com Diana, ela aceita a oferta de Luke. Ao mesmo tempo, Melissa vê o baile como uma oportunidade de se aproximar de Nick. Faye, por outro lado, não planeja ir, e se foca em praticar seus poderes. Dawn descobre que alguém de seu passado, um homem intenso chamado Zachary, está na cidade questionando sobre Cassie e O Círculo, e pede a Charles para vigiá-lo. |             |                 |                                  |                         |                        |
| 4 | "Heather"   | David Barrett   | David Ehrman                     | 6 de outubro de 2011    | 1.96                   |
| Cassie vai atrás de descobrir o que aconteceu com a antiga amiga de sua mãe chamada Heather Barnes (atriz convidada Camille Sullivan) e descobre que ela está em estado catatônico desde a noite do incêndio, 16 anos atrás. Sentindo-se culpada, pois a mãe dela e o Círculo talvez tenha algo a ver com o estado de Heather, Cassie diz a Diana que ela quer usar magia para ajudar Heather. Diana recusa ajudar, mas Faye diz que está mais que disposta a conjurar um feitiço - por um preço. |             |                 |                                  |                         |                        |
| 5 | "Slither"   | Liz Friedlander | Dana Baratta                     | 13 de outubro de 2011   | 1.89                   |
| Cassie luta com segredos enquanto ela está dividida entre lealdades; Melissa pede ajuda a Nick; Diana arranja um encontro com Adam; Charles surpreende Dawn. |             |                 |                                  |                         |                        |
| 6 | "Wake"      | Guy Bee         | Dana Baratta                     | 20 de outubro de 2011   | 2.12                   |
| Faye planeja sua vingança quando um ex-namorado retorna à Chance Harbor. Quando Jake,um jovem misterioso, aparece em Chance Harbor, ele aprende que, muita coisa mudou desde sua última visita. A garota que ele deixou para trás, Faye, descobriu que ela é uma bruxa. E tem planos para o cara lindo que partiu seu coração. Para complicar ainda mais as coisas, ele lança seu olhar sedutor sobre Cassie, para a apreensão de Adam e para a aflição de Faye. |             |                 |                                  |                         |                        |
| 7 | "Masked"    | Charles Beeson  | Michelle Lovretta                | 27 de outubro de 2011   | 2.31                   |
| Em busca de alguma diversão, Faye fala com Cassie sobre fazer uma grande festa de Halloween; Adam e Diana entram em uma discussão; pessoas perigosas não convidadas tem como alvo os membros do círculo. |             |                 |                                  |                         |                        |
| 8 | "Beneath"   | John Fawcett    | Don Whitehead & Holly Henderson  | 3 de novembro de 2011   | 2.26                   |
| Preocupada que Jane esteja com problemas, Cassie e sua turma vão a uma viagem para checar como ela está; Faye é forçada a um confronto com alguém de seu passado. |             |                 |                                  |                         |                        |
| 9 | "Balcoin"   | Brad Turner     | Andrew Miller & Andrea Newman    | 10 de novembro de 2011  | 2.17                   |
| Cassie e Jake decidem investigar um pouco mais sobre a história familiar de Cassie e descobrir porque ela tem poderes individuais. Mais adiante, as dúvidas de Faye fazem com que Adam se torne super protetor com Cassie. Enquanto isso, o primo de Melissa chega à cidade - fato que parece agradar Diana e incomodar Adam. |             |                 |                                  |                         |                        |
| 10 | "Darkness"  | Chris Grismer   | David Ehrman                     | 5 de janeiro de 2012    | 2.05                   |
| Cassie compartilha um segredo profundo com Adam; Diana está em êxtase quando sua avó (atriz convidade Stepfanie Kramer) a visita, mas Charles começa a suspeitar quando sua mãe mostra interesse em Cassie; Faye pede a um estranho misterioso (ator convidado Grey Damon) para ajudá-la com um feitiço. |             |                 |                                  |                         |                        |
| 11 | "Fire/Ice"  | Joshua Butler   | Holly Henderson e Don Whitehead  | 12 de janeiro de 2012   | 1.93                   |
| Cassie pede a Adam para ajudá-la a pesquisar o passado de seu pai, e sua busca os leva para um lugar estranhamente familiar. Ela também reacende sua antiga paixão quando Adam, feliz por estar passando um tempo com Cassie novamente, pede a ela para ir ao baile de Fogo e Gelo. Mas por causa de sua amizade com Diana, Cassie é forçada a dar uma resposta surpreendente. Faye pede a Lee para ajudá-la com um feitiço que vai conceder-lhe magia individual. Infelizmente, o feitiço tem alguns efeitos colaterais terríveis que quase destrói o Círculo. |             |                 |                                  |                         |                        |
| 12 | "Witness"   | Eagle Egilsson  | Dana Baratt                      | 19 de janeiro de 2012   | 1.63                   |
| Jake retorna e oferece a Cassie uma chance de finalmente saber o que aconteceu na noite em que seu pai morreu, mas Diana e Adam suspeitam de seus motivos; Faye está presa em uma situação perigosa. |             |                 |                                  |                         |                        |
| 13 | "Medallion" | Liz Friedlander | Andrew Miller e Andrea Newman    | 2 de fevereiro de 2012  | 1.75                   |
| Cassie pede ajuda do Círculo quando ela recebe um aviso assustador sobre o retorno dos caçadores de bruxas. Ao mesmo tempo, seus verdadeiros sentimentos por Adam e Jake vêm à tona durante uma festa de aniversário que Ethan decide dar com a ajuda de Diana. Enquanto isso, Faye e Melissa tentam ter seus próprios poderes individuais quando elas mexem com o "Espírito do Diabo" de Lee. |             |                 |                                  |                         |                        |
| 14 | "Valentine" | Dave Barrett    | Roger Grant                      | 9 de fevereiro de 2012  | 1.82                   |
| É Dia dos Namorados em Chance Harbor. Em homenagem ao feriado, Faye e Melissa decidem dar uma festa do pijama pra elas, Diana e Cassie. Mas a noite fica mais selvagem do que o esperado quando Melissa oferece a Diana o "Espírito do Diabo". Enquanto isso, Cassie é forçada a pedir ajuda a Adam e Jake depois que ela começa a ser assombrada pelos espíritos de alguns bruxos vingativos. |             |                 |                                  |                         |                        |
| 15 | "Return"    | Brad Turner     | David Ehrman                     | 16 de fevereiro de 2012 | 1.71                   |
| Cassie fica atordoada quando uma figura do mal de seu passado aparece em sua porta (ator convidado Joe Lando). Entretanto, sua surpresa rapidamente se torna em suspeita quando ele pede que Cassie devolva o medalhão que ela encontrou nos destroços causado pelo fogo que matou seus pais. Cassie foge, mas é capturada por Eben e seu bando de caçadores de bruxos. Jake se oferece em troca da liberdade de Cassie, e quando Adam percebe que eles estão em apuros, ele chama o círculo. Enquanto isso, Faye e Diana estão preocupadas quando Melissa começa a passar mais tempo com Callum (ator convidado Michael Graziadei).                                                                                                 |             |                 |                                  |                         |                        |
| 16 | "Lucky"     | Joshua Butler   | Katie Wech                       | 15 de março de 2012     | 1.61                   |
| Cassie surpreendente Blackwell andando perto casa abandonada. Depois de confiar em Adam, ele diz que sabe que Blackwell estava procurando por um dispositivo para "sugar" seus poderes, claramente ele está retomando aos seus velhos hábitos. Faye vai até a casa de Lee para convidá-lo a um evento de arrecadação de fundos na escola, mas é surpreendida quando Eva (atriz convidada Alexia Fast) a cumprimenta dizendo ser a namorada de Lee. Enquanto isso, Melissa incentiva Diana a sair com alguém novo, e sugere um cara que acabou de chegar à cidade (ator convidado Tim Phillipps). Dawn vai atrás de Blackwell na escola, mas o encontro não é bem o que ela esperava.                                                 |             |                 |                                  |                         |                        |
| 17 | "Curse"     | John Fawcett    | Don Whitehead & Holly Henderson  | 22 de março de 2012     | 1.72                   |
| Blackwell diz a Cassie e Adam que seu amor é tanto um destino como uma maldição; Eva persegue Faye; Charles age contra Blackwell. |             |                 |                                  |                         |                        |
| 18 | "Sacrifice" | Nick Copus      | David Ehrman                     | 29 de março de 2012     | 1.33                   |
| Um velho com conhecimentos dos caçadores de Jake aparece com uma mensagem para Blackwell; Cassie descobre o que Eben está planejando; Diana teme que seu segredo esteja colocando uma barreira entre ela e Grant; Faye e Melissa fazem um acordo com Adam. |             |                 |                                  |                         |                        |
| 19 | "Crystals"  | Omar Madha      | Micah Schraft                    | 19 de abril de 2012     | -                      |
| Para se proteger dos caçadores de bruxos, Jake, Cassie e Faye procuram o avô de Jake, Royce (ator convidado John de Lancie) para encontrar o cristal da família e são confrontados com teorias perturbadoras sobre os eventos de 16 anos atrás. Enquanto isso, Diana tenta balancear a perseguição do cristal Glaser junto com Melissa e Adam , com sua vida romântica com Grant (ator convidado Tim Phillipps), que exige saber o que ela está escondendo. No mesmo tempo, Callum (ator convidado Michael Graziadei) tenta voltar para a vida de Melissa. Charles e Jane (atriz convidada Ashley Crow) planejam seu movimento contra Blackwell (ator convidado Joe Lando).                                                          |             |                 |                                  |                         |                        |
| 20 | "Traitor"   | -               | -                                | 26 de abril de 2012     | -                      |
| Cassie descobriu que Diana também é filha de John Blackwell. E agora, com a morte de Jane, a busca pelos cristais se intensifica. Faye e Jake encontram por acaso o cristal da família Chamberlain, que precisará ser recuperado, após ser roubado pelo bruxo traidor. Assim, sua identidade é descoberta. Enquanto isso, Adam se empenha em desfazer um feitiço de família para que a localização do seu cristal seja revelada. |             |                 |                                  |                         |                        |
| 21 | "Prom"      | -               | -                                | 3 de maio de 2012       | -                      |
| Um feitiço de localização indicou que o último cristal está em algum lugar do colégio. Blackwell incita Cassie a usar seu sangue Balcoin para apontar o lugar exato em que o avô de Adam o escondeu. Durante o baile de formatura, Cassie e Diana voltarão ao passado, e o feitiço lhes revelará exatamente o que precisavam saber sobre Blackwell: ele não era de confiança. Por falar em passado, graças a Blackwell, Charles passa a ser assombrado por ele. Quando o cristal cai em mãos erradas e um membro do círculo corre grande perigo, era inegável que ainda precisariam da ajuda de Blackwell contra Eben e os demônios.                                                                                                 |             |                 |                                  |                         |                        |
| 22 | "Family"    | -               | -                                | 10 de maio de 2012      | -                      |
| Faye foi sequestrada pelos caçadores de bruxos. Mesmo depois de descobrirem grande parte do que Blackwell armou desde o círculo de seus pais, eles sabiam que o poder dos seis não seria o suficiente para deter Eben e os demônios. Eben negocia a liberdade de Faye em troca de um dos cristais. Ele quer impedir a qualquer custo que Blackwell forme o crânio de cristal. Sem saber em quem acreditar, eles preferem seguir Blackwell, mesmo com a desconfiança de Diana, que reluta em acreditar nas boas intenções dele. Assim, os cristais são reunidos e o crânio é montado. Diante de tanto poder, Blackwell mostraria seus verdadeiros planos para o círculo... e uma nova linhagem de bruxos estaria prestes a se formar. |             |                 |                                  |                         |                        |